# لي جون يونغ
لي جون يونغ هو لاعب كرة سلة كوري جنوبي. مثّل منتخب بلاده. شارك في دورة الألعاب الأولمبية الصيفية سنة 1948.

## روابط خارجية
- لي جون يونغ على موقع الاتحاد الدولي لكرة السلة (الإنجليزية)
- لي جون يونغ على موقع سبورتس رفرنس (الإنجليزية)
- لي جون يونغ على موقع أوليمبيديا (الإنجليزية)